# Liste des distinctions des Jonas Brothers
 (février 2020).
Si vous disposez d'ouvrages ou d'articles de référence ou si vous connaissez des sites web de qualité traitant du thème abordé ici, merci de compléter l'article en donnant les références utiles à sa vérifiabilité et en les liant à la section « Notes et références ».
 (février 2020).
Les Jonas Brothers sont un groupe américain pop & rock, de Wyckoff New Jersey (États-Unis). Ils ont signé avec le label Hollywood Records en 2007, après avoir été lâché par leur premier label, Columbia Records. Ils ont sorti trois albums et en date de novembre 2008. Ils ont été nommés un total de 55 fois, gagnant 32 récompenses.

## American Music Awards
| Année | Travail nommé  | Titre                                           | Résultat   |
| ----- | -------------- | ----------------------------------------------- | ---------- |
| 2008  | Jonas Brothers | Breakthrough Artist                             | Récompensé |
| 2019  | Jonas Brothers | Meilleur duo/groupe pop/rock                    | Nomination |
| 2019  | Sucker         | American Music Award for Favorite Song Pop/Rock | Nomination |

## Billboard Touring Award
| Année | Travail nommé                 | Titre                           | Résultat   |
| ----- | ----------------------------- | ------------------------------- | ---------- |
| 2008  | Jonas Brothers et Burger King | Concert Marketing and Promotion | Récompensé |
| 2009  | Jonas Brothers                | Concert Of The Year             | Récompensé |

## Grammy Awards
| Année | Travail nommé  | Titre                                         | Résultat   |
| ----- | -------------- | --------------------------------------------- | ---------- |
| 2009  | Jonas Brothers | Best New Artist                               | Nomination |
| 2020  | Jonas Brothers | Meilleure prestation pop par un duo ou groupe | Nomination |

## Kids Choice Awards (Italie)
| Année | Travail nommé  | Titre                                       | Résultat   |
| ----- | -------------- | ------------------------------------------- | ---------- |
| 2008  | Jonas Brothers | Best Band (Miglior Band)                    | Nomination |
| 2008  | S.O.S          | Most Addictive Track (Tormentone Dell'anno) | Nomination |

## Los Premios MTV Latinoamérica
| Année | Travail nommé                | Titre                                                             | Résultat   |
| ----- | ---------------------------- | ----------------------------------------------------------------- | ---------- |
| 2008  | Jonas Brothers               | Best International Pop Artist (Mejor Artista Pop Internacional)   | Récompensé |
| 2008  | Jonas Brothers               | Best International New Artist (Mejor Artista Nuevo Internacional) | Nommé      |
| 2008  | Jonas Brothers               | Best Fanclub (Mejor Fanclub)                                      | Nommé      |
| 2008  | When You Look Me in the Eyes | Song of the Year (Canción del Año)                                | Nommé      |
| 2008  | When You Look Me in the Eyes | Best Ringtone (Mejor Ringtone)                                    | Nommé      |
| 2008  | Joe Jonas                    | Most Fashionable (Best Fashionista)                               | Récompensé |
| 2009  | Nick Jonas                   | Most Fashionable (Best Fashionista)                               | Récompensé |
| 2009  | Jonas Brothers               | Best Fanclub (Major Fanclub)                                      | Nommé      |
| 2009  | Jonas Brothers               | Best International Pop Artist (Mejor Artista Pop Internacional)   | Récompensé |

## MTV Europe Music Awards
| Année | Travail nommé  | Titre           | Résultat   |
| ----- | -------------- | --------------- | ---------- |
| 2008  | Jonas Brothers | New Act         | Nomination |
| 2009  | Jonas Brothers | Best Group      | Nomination |
| 2019  | Jonas Brothers | Best pop artist | Nomination |

## MTV Video Music Awards
| Année | Travail nommé       | Titre               | Résultat   |
| ----- | ------------------- | ------------------- | ---------- |
| 2008  | Burnin' Up          | Best Pop Video      | Nomination |
| 2008  | Burnin' Up          | Video of the Year   | Nomination |
| 2019  | Sucker              | Meilleure vidéo pop | Récompensé |
| 2019  | Sucker              | Vidéo de l'année    | Nomination |
| 2019  | Sucker              | Chanson de l'été    | Nomination |
| 2019  | Jonas Brothers      | Artiste de l'année  | Nomination |
| 2020  | What a man gotta do | Meilleure vidéo pop | Nomination |

## Nickelodeon Kids' Choice Awards
| Année | Travail nommé  | Titre                 | Résultat   |
| ----- | -------------- | --------------------- | ---------- |
| 2008  | Jonas Brothers | Favourite Music Group | Récompensé |
| 2009  | Jonas Brothers | Favourite Music Group | Récompensé |

## Nickelodeon Australian Kids' Choice Awards
| Année | Travail nommé  | Titre                   | Résultat   |
| ----- | -------------- | ----------------------- | ---------- |
| 2008  | Jonas Brothers | Fave Band               | Nommé      |
| 2009  | Jonas Brothers | Fave International Band | Récompensé |
| 2009  | Paranoid       | Song Of The Year        | Récompensé |

## Teen Choice Awards
| Année | Travail nommé                 | Titre                               | Résultat   |
| ----- | ----------------------------- | ----------------------------------- | ---------- |
| 2008  | Jonas Brothers                | Choice Breakout Group               | Récompensé |
| 2008  | Jonas Brothers                | Choice Male[s] Red Carpet Icon      | Récompensé |
| 2008  | Jonas Brothers                | Choice Hottie[s]                    | Récompensé |
| 2008  | When You Look Me in the Eyes  | Choice Music Single                 | Récompensé |
| 2008  | When You Look Me in the Eyes  | Choice Music Love Song              | Récompensé |
| 2008  | Burnin' Up                    | Choice Summer Song                  | Récompensé |
| 2008  | Jonas Brothers                | Most Fanatic Fans                   | Nomination |
| 2008  | Jonas Brothers                | Best Acceptance Speech              | Récompensé |
| 2008  | J. Bros Signature Flip        | Dance Moment                        | Récompensé |
| 2008  | Jonas Brothers                | Best Dressed Male                   | Récompensé |
| 2008  | Jonas Brothers                | J Bros Moments                      | Récompensé |
| 2009  | Jonas Brothers                | Choice TV Actor Comedy              | Récompensé |
| 2009  | Jonas Brothers                | Choice Red Carpet Fashion Icon Male | Récompensé |
| 2009  | Jonas Brothers                | Choice Music Tour                   | Nommé      |
| 2009  | Jonas Brothers                | Choice Male Hottie                  | Nommé      |
| 2009  | JONAS                         | Choice Breakout Show                | Récompensé |
| 2009  | Lines, Vines and Trying Times | Choice Music Album Group            | Récompensé |
| 2009  | Before the Storm              | Choice Summer Song                  | Récompensé |
| 2009  | Frankie Jonas                 | Choice TV Breakout Male             | Récompensé |
| 2009  | Lovebug                       | Choice Music Love Song              | Nommé      |

## TMF Awards
| Année | Travail nommé  | Titre                    | Résultat   |
| ----- | -------------- | ------------------------ | ---------- |
| 2008  | Jonas Brothers | Best New Artist          | Nomination |
| 2008  | Jonas Brothers | Best Pop                 | Nomination |
| 2008  | Jonas Brothers | Best New Album           | Nomination |
| 2008  | Jonas Brothers | Best International Album | Nomination |
| 2008  | S.O.S          | Best Video               | Nomination |

## Premios Oye
| Année | Travail nommé  | Titre                                 | Résultat   |
| ----- | -------------- | ------------------------------------- | ---------- |
| 2008  | Jonas Brothers | Main English Breakthrough of the Year | Récompensé |

## NRJ Music Awards
| Année | Travail nommé  | Titre                     | Résultat   |
| ----- | -------------- | ------------------------- | ---------- |
| 2009  | Jonas Brothers | Révélation Internationale | Récompensé |
| 2019  | Jonas Brothers | Award d'honneur           | Récompensé |
| 2019  | Jonas Brothers | Groupe/Duo international  | Nomination |
| 2019  | Sucker         | Clip de l'année           | Nomination |

## MuchMusic Video Awards
| Année | Travail nommé | Titre                                                                        | Résultat   |
| ----- | ------------- | ---------------------------------------------------------------------------- | ---------- |
| 2009  | Lovebug       | International Video of the Year - Group                                      | Nomination |
| 2009  | Burning Up    | UR Fave: International Video - Group                                         | Récompensé |
| 2010  | Paranoid      | MuchMusic Video Award for iHeartRadio International Duo or Group of the Year | Nomination |
| 2013  | Pom Poms      | MuchMusic Video Award for iHeartRadio International Duo or Group of the Year | Nomination |